# NGC 2183
NGC 2183 је рефлексиона маглина у сазвежђу Једнорог која се налази на NGC листи објеката дубоког неба.
Деклинација објекта је - 6° 12' 43" а ректасцензија 6h 10m 46,9s. Привидна величина (магнитуда) објекта NGC 2183 износи 13,6. NGC 2183 је још познат и под ознакама LBN 996.